# Society for the Lying-In Hospital
El Society for the Lying-In Hospital  fue un hospital ubicado en Nueva York, Nueva York. El Society for the Lying-In Hospital se encuentra inscrito  en el Registro Nacional de Lugares Históricos desde el 1 de septiembre de 1983. El edificio fue un hospital de maternidad construido entre la Calle 17 Este y la Calle 18 en Stuyvesant Square. R. H. Robertson fue el arquitecto del Society for the Lying-In Hospital.

## Ubicación
Society for the Lying-In Hospital se encuentra dentro del condado de Nueva York en las coordenadas 40°44′05″N 73°59′03″O / 40.734722, -73.98416.